# Административно-территориальное деление Брянской области

## Административно-территориальное устройство

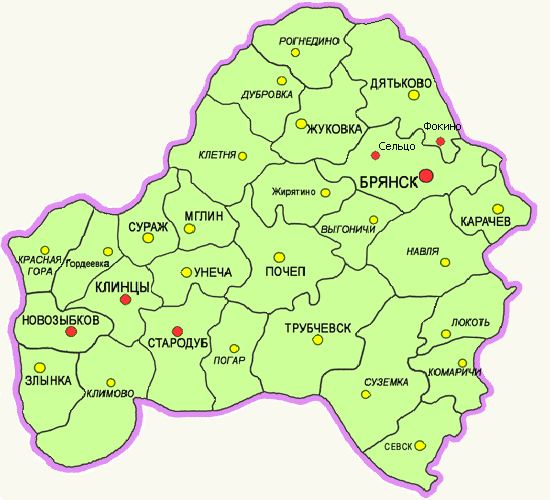
Административная карта Брянской области

Согласно Уставу Брянской области и Закону «Об административно-территориальном устройстве Брянской области», субъект РФ включает следующие административно-территориальные единицы:
- 4 города областного значения,
- 27 районов.

Административным центром Брянской области является город Брянск.
Районы области делятся на городские административные округа, поселковые административные округа, сельские административные округа. Города областного значения также составляют городские административные округа, также выделяются городские административные округа непосредственно в составе области, а Брянск включает также городские районы.
Постановлением Правительства Брянской области от 24.08.2020 № 389-п сельские административные округа Стародубского района были упразднены в связи с преобразованием соответствующего муниципального района в муниципальный округ. Данная реформа, однако, по состоянию на сентябрь 2020 года не распространилась на Новозыбковский и Жуковский районы (преобразованные на муниципальном уровне в городской и муниципальный округа, соответственно).

#### Города областного значения и районы
| Название                   | Административный центр | Код ОКАТО |
| -------------------------- | ---------------------- | --------- |
| Города областного значения |                        |           |
| Брянск                     | город Брянск           | 15 401    |
| Клинцы                     | город Клинцы           | 15 415    |
| Новозыбков                 | город Новозыбков       | 15 420    |
| Сельцо                     | город Сельцо           | 15 425    |
| Районы                     |                        |           |
| Брасовский район           | пгт Локоть             | 15 204    |
| Брянский район             | село Глинищево         | 15 208    |
| Выгоничский район          | пгт Выгоничи           | 15 210    |
| Гордеевский район          | село Гордеевка         | 15 211    |
| Дубровский район           | пгт Дубровка           | 15 212    |
| Дятьковский район          | город Дятьково         | 15 216    |
| Жирятинский район          | село Жирятино          | 15 220    |
| Жуковский район            | город Жуковка          | 15 222    |
| Злынковский район          | город Злынка           | 15 223    |
| Карачевский район          | город Карачев          | 15 224    |
| Клетнянский район          | пгт Клетня             | 15 226    |
| Климовский район           | пгт Климово            | 15 228    |
| Клинцовский район          | город Клинцы           | 15 230    |
| Комаричский район          | пгт Комаричи           | 15 232    |
| Красногорский район        | пгт Красная Гора       | 15 234    |
| Мглинский район            | город Мглин            | 15 236    |
| Навлинский район           | пгт Навля              | 15 238    |
| Новозыбковский район       | город Новозыбков       | 15 240    |
| Погарский район            | пгт Погар              | 15 242    |
| Почепский район            | город Почеп            | 15 244    |
| Рогнединский район         | пгт Рогнедино          | 15 246    |
| Севский район              | город Севск            | 15 248    |
| Стародубский район         | город Стародуб         | 15 250    |
| Суземский район            | пгт Суземка            | 15 252    |
| Суражский район            | город Сураж            | 15 254    |
| Трубчевский район          | город Трубчевск        | 15 256    |
| Унечский район             | город Унеча            | 15 258    |

## Муниципальное устройство

Муниципальное устройство

В рамках муниципального устройства области, в границах административно-территориальных единиц Брянской области всего образовано 289 муниципальных образований:
- 6 городских округов;
- 26 муниципальных районов
  - 30 городских поселений;
  - 226 сельских поселений.

С 1 августа 2020 года Стародубский муниципальный район и городской округ г. Стародуб объединился в Стародубский муниципальный округ.
С 7 августа 2020 года Жуковский муниципальный район был преобразован в муниципальный округ.
В результате указанных преобразований муниципальное устройство Брянской области выглядит так:
- 5 городских округов;
- 2 муниципальных округа;
- 24 муниципальных района
  - 29 городских поселений;
  - 176 сельских поселений.

### Муниципальные районы и городские округа
| №        | Название             | Флаг        | Герб | Площадь, км² | Население, чел. (2021 г.) | Админ. центр     | Население центра, чел. |
| -------- | -------------------- | ----------- | ---- | ------------ | ------------------------- | ---------------- | ---------------------- |
| 1e-06    | А                    | Унечский    |      |              | 1 147.54                  | ↗34 698          | город Унеча            |
| 2e-06    | А                    | Трубчевский |      |              | 1 843.17                  | ↘33 491          | город Трубчевск        |
| 3e-06    |                      |             |      |              |                           |                  |                        |
| 4e-06    | Городские округа     |             |      |              |                           |                  |                        |
| 1        | город Брянск         |             |      | 186.73       | ↘389 293                  | город Брянск     | ↘372 123               |
| 2        | город Клинцы         |             |      | 63.20        | ↗70 385                   | город Клинцы     | ↗63 059                |
| 3        | Новозыбковский       |             |      | 1 029.97     | ↘49 379                   | город Новозыбков | ↘38 680                |
| 4        | город Сельцо         |             |      | 33.08        | ↘15 906                   | город Сельцо     | ↘15 906                |
| 5        | город Фокино         |             |      | 24           | ↘12 538                   | город Фокино     | ↘12 538                |
| 5.000005 | Муниципальные округа |             |      |              |                           |                  |                        |
| 6        | Жуковский            |             |      | 1 114.58     | ↗33 943                   | город Жуковка    | ↗17 628                |
| 7        | Стародубский         |             |      | 1 782.36     | ↘35 404                   | город Стародуб   | ↘17 687                |
| 7.000006 | Муниципальные районы |             |      |              |                           |                  |                        |
| 8        | Брасовский           |             |      | 1 185.33     | ↘17 779                   | пгт Локоть       | ↘8469                  |
| 9        | Брянский             |             |      | 1 800.68     | ↗71 266                   | село Глинищево   | ↗4348                  |
| 10       | Выгоничский          |             |      | 1 028.38     | ↘17 117                   | пгт Выгоничи     | ↘4658                  |
| 11       | Гордеевский          |             |      | 846.54       | ↘10 060                   | село Гордеевка   | ↘3014                  |
| 12       | Дубровский           |             |      | 1 027.93     | ↘14 910                   | пгт Дубровка     | ↘6793                  |
| 13       | Дятьковский          |             |      | 1 412.72     | ↘55 032                   | город Дятьково   | ↘25 255                |
| 14       | Жирятинский          |             |      | 742.27       | ↘6568                     | село Жирятино    | ↘2501                  |
| 15       | Злынковский          |             |      | 730.94       | ↘11 610                   | город Злынка     | ↘5270                  |
| 16       | Карачевский          |             |      | 1 408.08     | ↗32 279                   | город Карачев    | ↗17 449                |
| 17       | Клетнянский          |             |      | 1 582.84     | ↘17 032                   | пгт Клетня       | ↘11 947                |
| 18       | Климовский           |             |      | 1 553.57     | ↗25 897                   | пгт Климово      | ↗13 554                |
| 19       | Клинцовский          |             |      | 1 291.37     | ↗17 163                   | город Клинцы     |                        |
| 20       | Комаричский          |             |      | 1 020.17     | ↘15 659                   | пгт Комаричи     | ↘7325                  |
| 21       | Красногорский        |             |      | 1 071.89     | ↘10 250                   | пгт Красная Гора | ↘5504                  |
| 22       | Мглинский            |             |      | 1 088.40     | ↘15 960                   | город Мглин      | ↘6919                  |
| 23       | Навлинский           |             |      | 2 011.92     | ↗26 906                   | пгт Навля        | ↗15 536                |
| 24       | Погарский            |             |      | 1 196.38     | ↗29 424                   | пгт Погар        | ↗9484                  |
| 25       | Почепский            |             |      | 1 886.97     | ↘34 971                   | город Почеп      | ↘14 991                |
| 26       | Рогнединский         |             |      | 1 051.21     | ↘6202                     | пгт Рогнедино    | ↘2775                  |
| 27       | Севский              |             |      | 1 214.48     | ↘14 159                   | город Севск      | ↗6732                  |
| 28       | Суземский            |             |      | 1 339.32     | ↗15 254                   | пгт Суземка      | ↗8672                  |
| 29       | Суражский            |             |      |              | 1 128.37                  | ↗22 345          | город Сураж            |

### Городские и сельские поселения
Городским административным округам и поселковым административным округам в рамках административно-территориального устройства соответствуют городские поселения в рамках муниципального устройства; сельским административным округам — сельские поселения.
Ниже представлен перечень городских и сельских поселений, распределённых по муниципальным районам.

#### Брасовский район
Городское поселение:
1. Локотское городское поселение

Сельские поселения:
1. Брасовское сельское поселение
2. Веребское сельское поселение
3. Вороновологское сельское поселение
4. Глодневское сельское поселение
5. Добриковское сельское поселение
6. Дубровское сельское поселение
7. Крупецкое сельское поселение
8. Погребское сельское поселение
9. Сныткинское сельское поселение
10. Столбовское сельское поселение

#### Брянский район
Сельские поселения:
1. Глинищевское сельское поселение
2. Добрунское сельское поселение
3. Домашовское сельское поселение
4. Журиничское сельское поселение
5. Мичуринское сельское поселение
6. Нетьинское сельское поселение
7. Новодарковичское сельское поселение
8. Новосельское сельское поселение
9. Отрадненское сельское поселение
10. Пальцовское сельское поселение
11. Свенское сельское поселение
12. Снежское сельское поселение
13. Стекляннорадицкое сельское поселение
14. Супоневское сельское поселение
15. Чернетовское сельское поселение

#### Выгоничский район
Городское поселение:
1. Выгоничское городское поселение

Сельские поселения:
1. Кокинское сельское поселение
2. Красносельское сельское поселение
3. Орменское сельское поселение
4. Сосновское сельское поселение
5. Утынское сельское поселение
6. Хмелевское сельское поселение
7. Хутор-Борское сельское поселение

Законом Брянской области от 8 мая 2019 года № 33-з были преобразованы, путём их объединения:
- Выгоничское городское и Лопушское сельское поселения — в Выгоничское городское поселение;
- Кокинское и Скрябинское сельские поселения — в Кокинское сельское поселение.

#### Гордеевский район
Сельские поселения:
1. Глинновское сельское поселение
2. Гордеевское сельское поселение
3. Мирнинское сельское поселение
4. Петровобудское сельское поселение
5. Рудневоробьевское сельское поселение
6. Творишинское сельское поселение
7. Уношевское сельское поселение

#### Дубровский район
Городское поселение:
1. Дубровское городское поселение

Сельские поселения:
1. Алешинское сельское поселение
2. Пеклинское сельское поселение
3. Рековичское сельское поселение
4. Рябчинское сельское поселение
5. Сергеевское сельское поселение
6. Сещинское сельское поселение

#### Дятьковский район
Городские поселения:
1. Бытошское городское поселение
2. Дятьковское городское поселение
3. Ивотское городское поселение
4. Любохонское городское поселение
5. Старское городское поселение

Сельские поселения:
1. Березинское сельское поселение
2. Большежуковское сельское поселение
3. Верховское сельское поселение
4. Немеричское сельское поселение
5. Слободищенское сельское поселение

#### Жирятинский район
Сельские поселения:
1. Воробейнское сельское поселение
2. Жирятинское сельское поселение
3. Морачевское сельское поселение

#### Жуковский район(муниципальный округ)
Городское поселение (упразднено с преобразованием муниципального района в муниципальный округ):
1. Жуковское городское поселение

Сельские поселения (упразднены с преобразованием муниципального района в муниципальный округ):
1. Гришинослободское сельское поселение
2. Заборско-Никольское сельское поселение
3. Крыжинское сельское поселение
4. Летошницкое сельское поселение
5. Овстугское сельское поселение
6. Ржаницкое сельское поселение
7. Троснянское сельское поселение
8. Ходиловичское сельское поселение
9. Шамординское сельское поселение

С 7 августа 2020 года муниципальный район преобразован в муниципальный округ.

#### Злынковский район
Городские поселения:
1. Вышковское городское поселение
2. Злынковское городское поселение

Сельские поселения:
1. Денисковичское сельское поселение
2. Роговское сельское поселение
3. Спиридоновобудское сельское поселение
4. Щербиничское сельское поселение

#### Карачевский район
Городское поселение:
1. Карачевское городское поселение

Сельские поселения:
1. Бошинское сельское поселение
2. Вельяминовское сельское поселение
3. Верхопольское сельское поселение
4. Дроновское сельское поселение
5. Мылинское сельское поселение
6. Песоченское сельское поселение
7. Ревенское сельское поселение

#### Клетнянский район
Городское поселение:
1. Клетнянское городское поселение

Сельские поселения:
1. Акуличское сельское поселение
2. Лутенское сельское поселение
3. Мирнинское сельское поселение
4. Мужиновское сельское поселение
5. Надвинское сельское поселение

#### Климовский район
Городское поселение:
1. Климовское городское поселение

Сельские поселения:
1. Брахловское сельское поселение
2. Истопское сельское поселение
3. Каменскохуторское сельское поселение
4. Кирилловское сельское поселение
5. Лакомобудское сельское поселение
6. Митьковское сельское поселение
7. Новоропское сельское поселение
8. Новоюрковичское сельское поселение
9. Плавенское сельское поселение
10. Сачковичское сельское поселение
11. Сытобудское сельское поселение
12. Хороменское сельское поселение
13. Чёлховское сельское поселение
14. Чуровичское сельское поселение

#### Клинцовский район
Сельские поселения:
1. Великотопальское сельское поселение
2. Гулёвское сельское поселение
3. Коржовоголубовское сельское поселение
4. Лопатенское сельское поселение
5. Медвёдовское сельское поселение
6. Первомайское сельское поселение
7. Рожновское сельское поселение
8. Смолевичское сельское поселение
9. Смотровобудское сельское поселение

#### Комаричский район
Городское поселение:
1. Комаричское городское поселение

Сельские поселения:
1. Аркинское сельское поселение
2. Быховское сельское поселение
3. Игрицкое сельское поселение
4. Литижское сельское поселение
5. Лопандинское сельское поселение
6. Марьинское сельское поселение
7. Усожское сельское поселение

#### Красногорский район
Городское поселение:
1. Красногорское городское поселение

Сельские поселения:
1. Колюдовское сельское поселение
2. Лотаковское сельское поселение
3. Любовшанское сельское поселение
4. Макаричское сельское поселение
5. Перелазское сельское поселение
6. Яловское сельское поселение

#### Мглинский район
Городское поселение:
1. Мглинское городское поселение

Сельские поселения:
1. Ветлевское сельское поселение
2. Краснокосаровское сельское поселение
3. Симонтовское сельское поселение

Законом Брянской области от 8 мая 2019 года № 36-з были преобразованы, путём их объединения:
- Беловодское, Высокское, Соколовское и Симонтовское сельские поселения — в Симонтовское сельское поселение;
- Краснокосаровское, Молодьковское, Новочешуйковское и Шумаровское сельские поселения — в Краснокосаровское сельское поселение;
- Вельжичское, Ветлевское, Новоромановское и Осколковское сельские поселения — в Ветлевское сельское поселение.

#### Навлинский район
Городские поселения:
1. Алтуховское городское поселение
2. Навлинское городское поселение

Сельские поселения:
1. Алешинское сельское поселение
2. Бяковское сельское поселение
3. Синезерское сельское поселение
4. Чичковское сельское поселение

Законом Брянской области от 8 мая 2019 года № 35-з были преобразованы, путём их объединения:
- Алешенское, Вздруженское, Пролысовское и Салтановское сельское поселения — в Алешенское сельское поселение;
- Бяковское, Соколовское и Щегловское сельское поселения — в Бяковское сельское поселение;
- Ревенское и Синезерское сельское поселения — в Синезерское сельское поселение;
- Клюковенское и Чичковское сельские поселения — в Чичковское сельское поселение.

Законом от 2 февраля 2021 года Алешенское сельское поселение переименовано в Алешинское сельское поселение.

#### Новозыбковский район(городской округ)
Сельские поселения (упразднены с преобразованием муниципального района в городской округ):
1. Верещакское сельское поселение
2. Деменское сельское поселение
3. Замишевское сельское поселение
4. Старобобовичское сельское поселение
5. Старокривецкое сельское поселение
6. Тростанское сельское поселение
7. Халеевичское сельское поселение
8. Шеломовское сельское поселение

В 2019 году муниципальный район объединён с городским округом города Новозыбков в Новозыбковский городской округ.

#### Погарский район
Городское поселение:
1. Погарское городское поселение

Сельские поселения:
1. Борщовское сельское поселение
2. Вадьковское сельское поселение
3. Витемлянское сельское поселение
4. Гетуновское сельское поселение
5. Городищенское сельское поселение
6. Гринёвское сельское поселение
7. Долботовское сельское поселение
8. Кистерское сельское поселение
9. Посудичское сельское поселение
10. Суворовское сельское поселение
11. Чаусовское сельское поселение
12. Юдиновское сельское поселение

Законом Брянской области от 4 июня 2019 года № 55-з были преобразованы, путём их объединения:
- Вадьковское и Стеченское сельское поселения — в Вадьковское сельское поселение;
- Посудичское и Прирубкинское сельские поселения — в Посудичское сельское поселение.

#### Почепский район
Городские поселения:
1. Почепское городское поселение
2. Рамасухское городское поселение

Сельские поселения:
1. Бакланское сельское поселение
2. Бельковское сельское поселение
3. Витовское сельское поселение
4. Гущинское сельское поселение
5. Дмитровское сельское поселение
6. Доманичское сельское поселение
7. Краснорогское сельское поселение
8. Московское сельское поселение
9. Первомайское сельское поселение
10. Польниковское сельское поселение
11. Речицкое сельское поселение
12. Семецкое сельское поселение
13. Сетоловское сельское поселение
14. Чоповское сельское поселение

Законом Брянской области от 4 июня 2019 года № 54-з были преобразованы, путём их объединения:
- Валуецкое и Семецкое сельское поселения — в Семецкое сельское поселение;
- Рагозинское, Речицкое и Титовское сельские поселения — в Речицкое сельское поселение.

#### Рогнединский район
Городское поселение:
1. Рогнединское городское поселение

Сельские поселения:
1. Вороновское сельское поселение
2. Селиловичское сельское поселение
3. Тюнинское сельское поселение
4. Фёдоровское сельское поселение
5. Шаровичское сельское поселение

#### Севский район
Городское поселение:
1. Севское городское поселение

Сельские поселения:
1. Доброводское сельское поселение
2. Косицкое сельское поселение
3. Новоямское сельское поселение
4. Подлесно-Новосельское сельское поселение
5. Пушкинское сельское поселение
6. Троебортновское сельское поселение
7. Чемлыжское сельское поселение

#### Стародубский район(муниципальный округ)
Сельские поселения (упразднены с преобразованием муниципального района в муниципальный округ):
1. Воронокское сельское поселение
2. Десятуховское сельское поселение
3. Запольскохалеевичское сельское поселение
4. Меленское сельское поселение
5. Понуровское сельское поселение

Законом Брянской области от 8 мая 2019 года № 37-з были преобразованы, путём их объединения:
- Воронокское и Каменское сельские поселения — в Воронокское сельское поселение;
- Десятуховское и Мишковское сельские поселения — в Десятуховское сельское поселение;
- Запольскохалеевичское и Мохоновское сельские поселения — в Запольскохалеевичское сельское поселение;
- Гарцевское и Меленское сельские поселения — в Меленское сельское поселение;
- Занковское и Понуровское сельские поселения — в Понуровское сельское поселение.

С 1 августа 2020 года муниципальный район объединён с городским округом города Стародуб в Стародубский муниципальный округ.

#### Суземский район
Городские поселения:
1. Кокоревское городское поселение
2. Суземское городское поселение

Сельские поселения:
1. Алешковичское сельское поселение
2. Невдольское сельское поселение
3. Новопогощенское сельское поселение
4. Селеченское сельское поселение
5. Холмечское сельское поселение

#### Суражский район
Городское поселение:
1. Суражское городское поселение

Сельские поселения:
1. Влазовичское сельское поселение
2. Дегтярёвское сельское поселение
3. Дубровское сельское поселение
4. Кулажское сельское поселение
5. Лопазненское сельское поселение
6. Нивнянское сельское поселение
7. Овчинское сельское поселение

#### Трубчевский район
Городские поселения:
1. Белоберезковское городское поселение
2. Трубчевское городское поселение

Сельские поселения:
1. Городецкое сельское поселение
2. Селецкое сельское поселение
3. Семячковское сельское поселение
4. Телецкое сельское поселение
5. Усохское сельское поселение
6. Юровское сельское поселение

#### Унечский район
Городское поселение:
1. Унечское городское поселение

Сельские поселения:
1. Березинское сельское поселение
2. Высокское сельское поселение
3. Ивайтёнское сельское поселение
4. Красновичское сельское поселение
5. Найтоповичское сельское поселение
6. Павловское сельское поселение
7. Старогутнянское сельское поселение
8. Старосельское сельское поселение

## История районов
Административно-территориальное деление Брянской области на 05.07.1944 года: 28 районов (Брасовский, Брянский, Выгоничский, Гордеевский, Дубровский, Дятьковский, Жирятинский, Жуковский, Злынковский, Карачевский, Клетнянский, Климовский, Клинцовский, Комаричский, Красногорский, Мглинский, Навлинский, Новозыбковский, Погарский, Понуровский, Почепский, Рогнединский, Севский, Стародубский, Суземский, Суражский, Трубчевский, Унечский) и 4 города областного подчинения (Брянск, Бежица, Клинцы, Новозыбков).
- 1944 — образован Чуровичский район, вместо Понуровского района образован Воронокский район.
- 1956 — упразднен Чуровичский район. Город Бежица включён в черту города Брянска.
- 1957 — упразднены Воронокский и Жирятинский районы.
- 1959 — упразднен Злынковский район.
- 1963 — упразднены Выгоничский, Гордеевский, Дятьковский, Карачевский, Клетнянский, Климовский, Комаричский, Красногорский, Мглинский, Навлинский, Погарский, Рогнединский, Суземский, Суражский, Трубчевский районы.
- 1963 образовано 4 промышленных и 10 сельских районов: Жуковский промышленный, Навлинский промышленный, Трубчевский промышленный, Унечский промышленный; Брасовский, Брянский, Дубровский, Жуковский, Клинцовский, Новозыбковский, Почепский, Севский, Стародубский, Унечский сельские. Город Дятьково получил статус города областного подчинения.
- 1964 — образован Трубчевский сельский район.
- 1965 — упразднены Жуковский, Навлинский, Трубчевский и Унечский промышленные районы. Образованы Дятьковский, Карачевский, Клетнянский, Климовский, Комаричский, Навлинский, Погарский, Суражский районы.
- 1966 — образованы Красногорский, Мглинский, Суземский районы.

Административно-территориальное деление Брянской области на 01.01.1971 года: 22 района (Брасовский, Брянский, Дубровский, Дятьковский, Жуковский, Карачевский, Клетнянский, Климовский, Клинцовский, Комаричский, Красногорский, Мглинский, Навлинский, Новозыбковский, Погарский, Почепский, Севский, Стародубский, Суземский, Суражский, Трубчевский, Унечский) и 4 города областного подчинения (Брянск, Дятьково, Клинцы, Новозыбков).
- 1972 — образован Рогнединский район.
- 1977 — образован Выгоничский район.
- 1985 — образованы Гордеевский и Жирятинский районы.
- 1988 — образован Злынковский район.

Административно-территориальное деление Брянской области на 06.08.1990 года: 27 районов и 4 города областного подчинения.

## См.также
- ОКАТО
- Городские населённые пункты Брянской области